# Liste der Kirchen im Erzbistum Berlin
Die Liste der Kirchen im Erzbistum Berlin ist nach den Dekanaten des Erzbistums Berlin untergliedert. Die Dekanate sind nach Angaben des Erzbistums Berlin wegen der Gründung größerer Pfarreien zum 1. April 2021 aufgelöst worden.

## Liste
- Liste der Kirchengebäude des ehemaligen Dekanats Vorpommern